# Borsttäckvävare
Borsttäckvävare (Centromerita concinna) är en spindelart som först beskrevs av Tord Tamerlan Teodor Thorell 1875.  Borsttäckvävare ingår i släktet Centromerita och familjen täckvävarspindlar. Arten är reproducerande i Sverige. Inga underarter finns listade.